# EXPAL BR 50
EXPAL BR 50 – hiszpańska bomba odłamkowo-burząca wagomiaru 50 kg.Bomba jest przenoszona przez samoloty VA-1 Matador, EAV-8B Harrier II, F-5 Freedom Fighter, Mirage F1 i EF-18 Hornet.